# Alberto Belén
Alberto Edmundo Belén (22 giugno 1917 – ...) è stato un calciatore argentino, di ruolo centrocampista.

## Carriera

### Club
Giocò tutta la carriera nel campionato argentino.

### Nazionale
Con la maglia della Nazionale ha trionfato a livello continentale nel 1941.

## Palmarès

### Nazionale
- Campeonato Sudamericano de Football: 1

Cile 1941